# Colonești (Bákó megye)
Colonești település Romániában, Moldvában, Coloneștiákó megyében.

## Fekvése
Lábnyiktól északkeletre, Rekettyéstől északra fekvő település.

## Története
Községközpont, hét falu: Călini, Colonești, Poiana, Satu Nou, Spri, Valea Mare és Zăpodia tartozik hozzá.
A 2002-es népszámláláskor 2176 lakosa volt, melynek 96,29%-a román volt. Ebből 94,34% görögkeleti ortodox, 1,47% baptista, a többi egyéb volt.
A 2011-es népszámláláskor 2106 lakosa volt.